# Transcendentalizm
Transcendentalizm – nurt filozofii amerykańskiej zapoczątkowany między innymi przez R.W. Emersona i H.D. Thoreau. Głosi ideę równości, niezależności oraz samodzielności. Podkreśla autonomiczność każdego człowieka w dochodzeniu do prawd moralnych, duchowych oraz społecznych. Za pierwszy tekst traktujący o transcendentalizmie uważany jest Nature Emersona. Jego samego uważa się za prekursora ruchu.
Transcendentalizm skupia się na doświadczeniu jednostki, głosząc, że człowiek jest pewien tego, czego sam w życiu doświadczył, bądź do czego sam doszedł. Narzucone z góry wartości mogą być i często są nieodpowiednie dla każdej jednostki. Transcendentalizm zatem sprzeciwia się niejako uniwersalizmowi pojęć i wartości. We wczesnym stadium transcendentalizm Emersona odrzucał "boskość", jednak z czasem skłonił się ku wyższej istocie, ale w indywidualnym rozumieniu.
Transcendentalizm kładzie nacisk na świadomość własnych czynów, jak i na wyciąganie z nich wniosków i nauk. 
Ruch ten mówił także, iż natura ma wielki, jeśli nie ostateczny wpływ na to, jak wygląda życie na Ziemi. Traktował siły natury, jako nadrzędne, nieskażone, ale i nieosiągalne.
Łączy racjonalizm (dusza, rozum, wola, uczucie; to co transcendentalne) i empiryzm (ciało, zmysły; to co immanentne).
W filozofii kultury to egzystencja, cechująca się ofiarnością, dla której główne wartości to wartości duchowe, realizowane we wspólnotach duchowych, jak dom, ojczyzna, kościół, uważanych także za ołtarze ofiary. Zdolność do poświęceń sprawia, że nurt ten przeciwstawia się eutanazji i aborcji. Jest przeciwieństwem naturalizmu.